# Spărgătorul de gheață V. I. Lenin

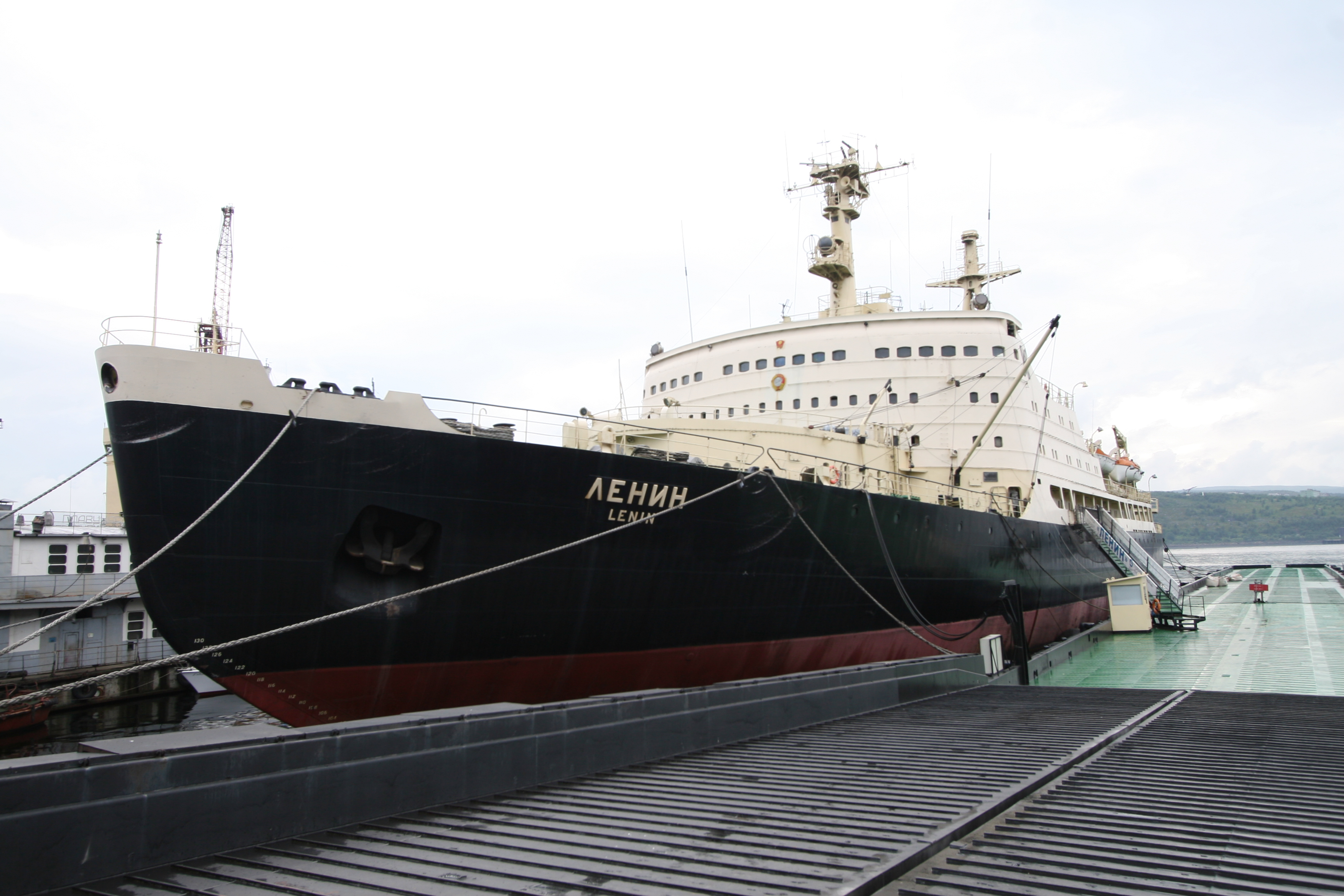
Spărgătorul de gheață V. I. Lenin în portul Murmansk.

Spărgătorul de gheață Ilici Vladimir Lenin lansat la apă în anul 1957, a fost primul spărgător de gheață și navă civilă din lume cu propulsie nucleară. 
Pentru spargerea gheții folosea, pe lângă forța de izbire, instalații ultrasonice de mare putere precum și fuzee (bombe termice) lansate de un elicopter ambarcat.
Spărgătorul de gheață V. I. Lenin a lucrat în Arctica trei ani fără întrerupere și fără să fie alimentat cu combustibil datorită celor trei reactori nucleari instalați la bord. S-a calculat că spărgătorul de gheață ar putea înconjura Pământul de 8-10 ori fără reîncărcare cu combustibil a reactorilor săi.
Numai într-un singur an, în 1962,  V. I. Lenin a eliberat dintre ghețuri 90 de vase. 
Spărgătorul de gheață V. I. Lenin a fost dezafectat în 1989, deoarece corpul navei s-a subțiat datorită frecării cu gheața. A fost reparat și transformat în navă muzeu în anul 2005 la Atomflot, o bază de spărgătoare de gheață nucleare din Murmansk.

## Caracteristici constructive
- Lungime - 134 m
- Lățime - 27,6 m
- Pescaj - 16,1 m
- Deplasament fără balast - 16.000 t
- Viteză - 18 noduri (33,3 km/oră)
- Reactori: inițial trei reactori Megawatt OK-150, mai târziu, doi reactori 171 Megawatt OK-900
- Propulsie: trei elici acționate de motoare electrice, totalizând 44.000 CP (32,4 MW)
- Elicoptere: inițial Kamov 18, iar mai târziu Mi2